# 1818 в Україні

## Особи

### Народились
- 5 січня, Ернест Маліновський (1818—1899) — польський залізничний інженер. Побудував одну із найвисокогірніших залізниць у світі в Південній Америці. Національний герой Перу.
- 25 квітня, Соколовський Марко Данилович (1818—1884) — український гітарист-віртуоз польського походження.
- 25 травня, Геннадій (Левицький) (1818—1893) — управитель старовинного Тверського Жолтикового монастиря, єпископ Російської православної церкви (безпатріаршої, вікарний єпископ Сумський РПЦ (б).
- 25 травня, Мізко Микола Дмитрович (1818—1881) — український та російський журналіст, літературний критик, перекладач і фольклорист.
- 28 вересня, Кобринський Йосафат (1818—1901) — український греко-католицький священник, культурно-громадський та церковний діяч, публіцист, меценат, політичний діяч.
- 15 грудня, Чуйкевич Петро Омелянович (1818—1874) — український педагог, етнограф.
- 20 грудня, Кароль Шайноха (1818—1868) — польський історик, публіцист, письменник і редактор.
- Веліканов Олександр Семенович (1818—1886) — філолог, археолог, історик України стародавньої доби.
- Гнєдін Дмитро Титович (1818—1885) — дворянин-землевласник, земський та громадський діяч, засновник Гнєдінського ремісничого училища.
- Іконніков Михайло Степанович (1818—1897) — український архітектор, київський губернський архітектор.
- Каталєй Василь Васильович (1818—1877) — російський генерал, учасник російсько-турецької війни 1877—1878 рр.
- Нечай Микола (1818—1863) — лікар, повстанський старшина у часи Січневого повстання.
- Палаузов Спиридон Миколайович (1818—1872) — російський історик, медієвіст, археограф, дослідник історії Болгарії.
- Павенцький Антоній (1818—1885) — галицький правник, журналіст, редактор, громадський і політичний діяч. Член-засновник Головної Руської Ради, член організаційного комітету «Собору Руських Вчених».
- Черненко Федір Іванович (1818—1876) — військовий (гарнізонний) інженер-архітектор. Приятель і земляк Шевченка.

### Померли
- 8 січня, Анастасій Дідицький (1742—1818) — церковний діяч, священник-василіянин, педагог, місіонер, проповідник, ігумен василіянських монастирів у Сокільці, Бучачі, Краснопущі, Погоні.
- 27 вересня, Павел Потоцький (канонік) (1751—1818) — ксьондз, польський аристократ гербу Золота Пілява, релігійний та освітній діяч РКЦ.

## Засновані, створені
- Львівська спеціалізована школа № 8
- Полтавське духовне училище
- Покровський старообрядницький жіночий монастир
- Храм на честь Успіння Божої Матері (Стара Оржиця)
- Церква Введення в храм Пресвятої Богородиці (Дорогичівка, УГКЦ)
- Церква святого Архістратига Михаїла (Старий Збараж)
- Церква святителя Миколая Чудотворця (Вербовець)
- Ганнівка (Якимівський район)
- Дивізія (Татарбунарський район)
- Новолимарівка
- Новомиколаївка (Мелітопольський район)
- Новопокровка (Чугуївський район)
- Припутні (Ізяславський район)
- П'ятницьке (Україна)